# رالف ويليس
رالف ويليس (بالإنجليزية: Ralph Willis)‏ هو سياسي أسترالي، ولد في 14 أبريل 1938. حزبياً، نشط في حزب العمال الأسترالي.

## مناصب
- انتخب أمين صندوق أستراليا [الإنجليزية]‏ (23 ديسمبر 1993 – 10 مارس 1996).
- انتخب أمين صندوق أستراليا [الإنجليزية]‏ (9 ديسمبر 1991 – 26 ديسمبر 1991).
- انتخب نائب رئيس المجلس التنفيذي [الإنجليزية]‏ (27 مايو 1992 – 24 مارس 1993).
- انتخب Minister for Infrastructure, Transport, Regional Development and Local Government [الإنجليزية]‏ (2 سبتمبر 1988 – 4 أبريل 1990).
- انتخب وزير التوظيف وعلاقات العمل [الإنجليزية]‏ (11 مارس 1983 – 24 يوليو 1987).
- انتخب عضو مجلس النواب الأسترالي عن دائرة Division of Gellibrand [الإنجليزية]‏ (2 ديسمبر 1972 – 31 أغسطس 1998).

## روابط خارجية
- رالف ويليس على موقع مونزينجر (الألمانية)